# Une mort joyeuse
Une mort joyeuse (titre original : Death and the Joyful Woman) est le premier roman de la série George Felse écrit en 1959 par Ellis Peters et publié en 1961. Lors de sa publication chez 10/18 en 1994, il est traduit en français par Hélène Macliar.
Le roman a reçu le prix Edgar-Allan-Poe du meilleur roman 1963.
Il met en scène les personnages de George Felse, sergent de police à Comerford, et de son fils Dominic, adolescent. L'action se déroule en Angleterre dans les années 1950. Le vieil Alfred Armiger, riche bourgeois qui a déshérité et chassé son fils Leslie, est tué dans sa maison, le crâne fracassé par un objet contondant. Qui l'a tué ? Est-ce son fils, par esprit de vengeance, ou encore Jean, l'épouse de celui-ci ? Est-ce Kitty Norris, jeune femme qui bénéficie de la fortune du défunt ? Après s'être orienté sur la piste du couple Leslie/Jean, George Felse pense que Kitty, qui est la dernière personne à avoir rencontré la victime, est la coupable. Toutefois son fils Dominic, amoureux en secret de Kitty, espère que cette dernière n'a pas commis le crime et mène sa propre enquête pour découvrir le, la ou les coupable(s) afin de mettre hors de cause la belle Kitty. Mais à la grande surprise de Dominic, Kitty s'accuse du meurtre !

## Personnages
- Le mort : Alfred Armiger, 65 ans, riche bourgeois, victime de meurtre.

- Famille Felse :
  - George Felse : 41 ans, sergent de police à Comerford.
  - Bunty Felse : épouse de George Felse.
  - Dominic Felse : 16 ans, fils de Bunty et de George Felse.

- Les suspects :
  - Leslie Armiger : fils d'Alfred Armiger.
  - Jean : épouse de Leslie Armiger.
  - Katherine, dite « Kitty », Norris : 23 ans, célibataire, héritière du défunt et sans activité.

- Autres personnages
  - Monsieur Clayton : ancien employé d'Alfred Armiger.
  - Ray Shelley : avocat de Kitty Norris.
  - Ruth Hamilton : secrétaire d'Alfred Armiger depuis une vingtaine d'années.

## Résumé

### Début du roman (chapitres 1 à 4)
Angleterre, fin des années 1950. Le vieil Alfred Armiger, riche bourgeois qui a déshérité et chassé son fils, est tué dans sa maison, le crâne fracassé par un objet contondant. Qui l'a tué ? Est-ce son fils Leslie, par esprit de vengeance, ou l'épouse de celui-ci ?  Est-ce Kitty Norris, jeune femme à qui Alfred a légué sa fortune par testament ?

### Enquête policière (chapitres 5 à 14)
Après s'être orienté sur la piste de Leslie, George Felse pense que Kitty, qui semble être la dernière personne à avoir rencontré la victime, est la coupable.
Toutefois Dominic, amoureux secret de Kitty, espère que cette dernière n'a pas commis le crime. Il enquête donc pour découvrir le, la ou les coupable(s), afin de mettre hors de cause la belle Kitty. Mais à sa grande surprise, Kitty s'accuse de meurtre involontaire : à la suite d'une violente dispute, elle avoue avoir frappé Alfred qui est tombé à la renverse, heurtant le sol avec son crâne.
Pendant ce temps, une piste inattendue mais prometteuse s'ouvre : quelques jours avant sa mort, Alfred avait offert à son fils Leslie une antique plaque peinte provenant d'une auberge, portant l'inscription « La Mort et la Femme pleine de vie » (Death and the Joyful Woman). Quelques jours plus tard, Alfred avait envoyé son secrétaire récupérer la plaque et avait offert à son fils une bonne somme d'argent. Se pourrait-il que cette plaque d'auberge ait eu une valeur infiniment plus grande que la somme remise ? Alfred aurait-il été tué en raison de cette plaque peinte ? 
Les policiers recherchent activement les gants que portait le tueur, qui sont sans doute tachés du sang de la victime : retrouver les gants, c'est découvrir le meurtrier. C'est Dominique qui finalement retrouve ces gants compromettants. Mais doit-il les remettre à son père ? Peut-être les empreintes digitales pourraient montrer qu'il s'agit de celles de Kitty Norris ?

### Fin du roman (chapitres 15 à 17)
Dominic découvre l'identité du meurtrier, en réalité la meurtrière : il s'agit de Ruth Hamilton, la secrétaire depuis une vingtaine d'années d'Alfred Armiger, qui lui avait laissé sous-entendre la possibilité d'un mariage. Le soir des faits, elle venait d'apprendre qu'Alfred ne la trouvait plus attirante désormais et qu'il était attiré par la ravissante Kitty Norris. Apprenant de la bouche même de Kitty que celle-ci s'accusait d'avoir assommé Alfred, la vieille secrétaire s'était rendue précipitamment chez Alfred, l'avait trouvé dans le salon inconscient mais encore vivant. Elle l'avait alors achevé. Puis, retournant voir Kitty, elle lui avait fait croire que celle-ci était bien la responsable voire la « meurtrière » du vieil homme. 
Une fois la vérité mise au jour, Kitty Norris est embarrassée par l'amour que lui voue Dominic. Elle quitte la région. Presque un an après, Dominic reçoit un courrier de Kitty : elle a rencontré un homme de son âge et va l'épouser. Dominic, qui a eu le temps d'oublier Kitty, se souvient de ses sentiments passés et constate qu'ils se sont évaporés, comme un amour de vacances sans lendemain.

## Distinction
Le roman a reçu le prix Edgar-Allan-Poe du meilleur roman 1963.